# قزع (سحاب)
القَزَع أو الركام الأعلى أو الركام العالي أو الرُّكام المتوسط الارتفاع أو السحاب الركامي المتوسط (بالإنجليزية: Altocumulus cloud) جنس سحابة على ارتفاع متوسط ينتمي بشكل أساسي إلى الفئة الفيزيائية للطبقية ذات النسق الصفراء، والتي تتميز بكتل كروية أو لفات في طبقات أو بقع، وتكون العناصر الفردية أكبر وأكثر قتامة من السمحاق الركامي وأصغر من الركام الطبقي.
تشير السحب القزعية في كثير من الأحيان إلى تطور العواصف الرعدية في وقت لاحق من اليوم، حيث تظهر حالة عدم الاستقرار والحمل الحراري في المستويات الوسطى من التروبوسفير (الطبقة الدنيا من الغلاف الجوي)، وهي المنطقة التي يمكن أن تتحول فيها سحب السحب الركامية إلى مزن ركامي. وهي بالتالي واحدة من ثلاثة غيوم تحذيرية يتم تسجيلها غالبًا من قبل صناعة الطيران. تشكل السحب القزعية بشكل عام حوالي 2,000 إلى 6,100 متر (6,600 إلى 20,000 قدم) فوق مستوى سطح الأرض، ويثبت التصوير عبر الأقمار الصناعية أن اهذا النوع يمكن أن تخلق تشكيلات يمكن أن تمتد لآلاف الأميال المربعة.

## الاسم العلمي
(بالإنجليزية: Altocumulus cloud) (من Altus اللاتينية، "high" ، cumulus ، "heaped") 

## معرض الصور

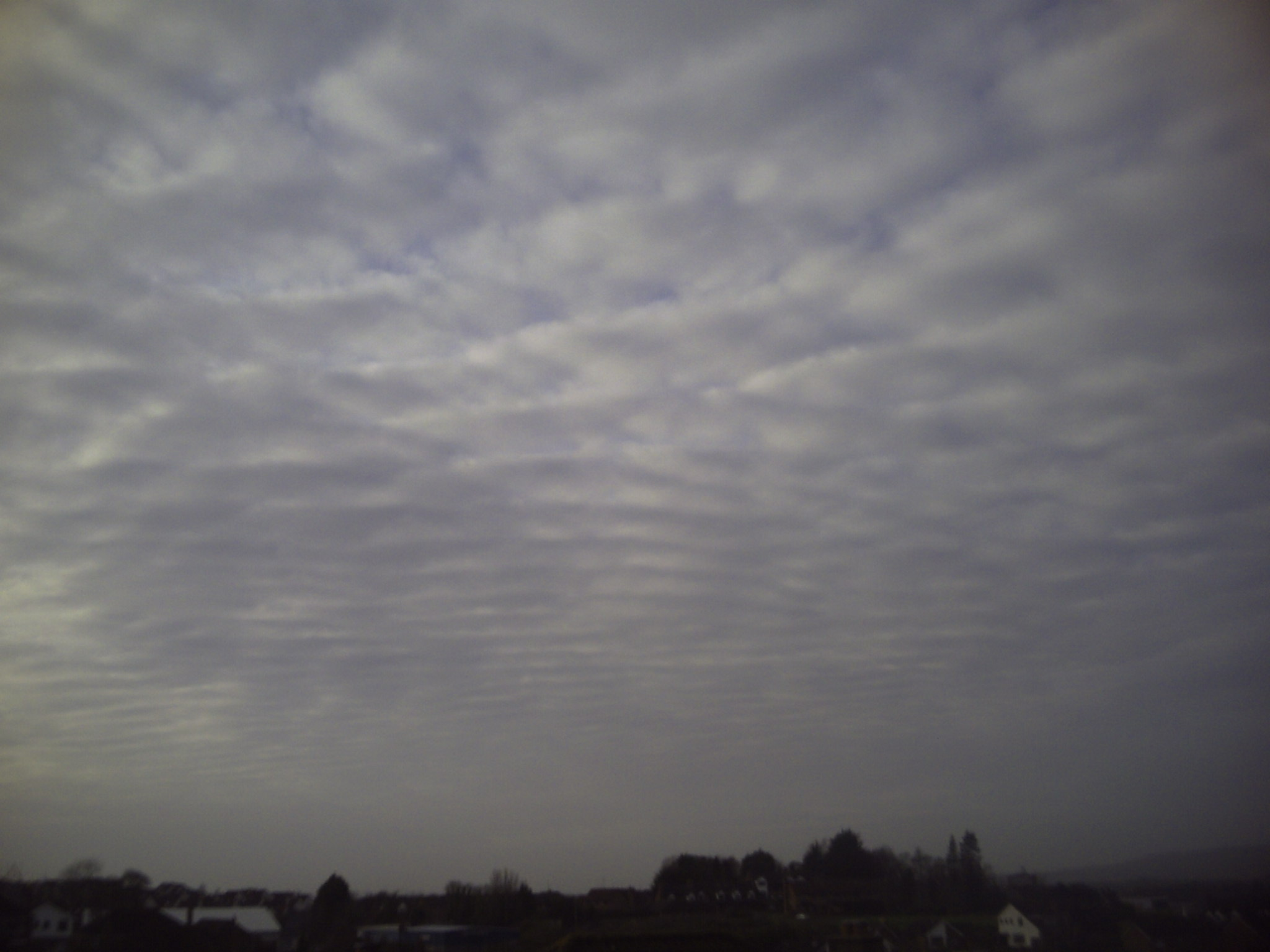
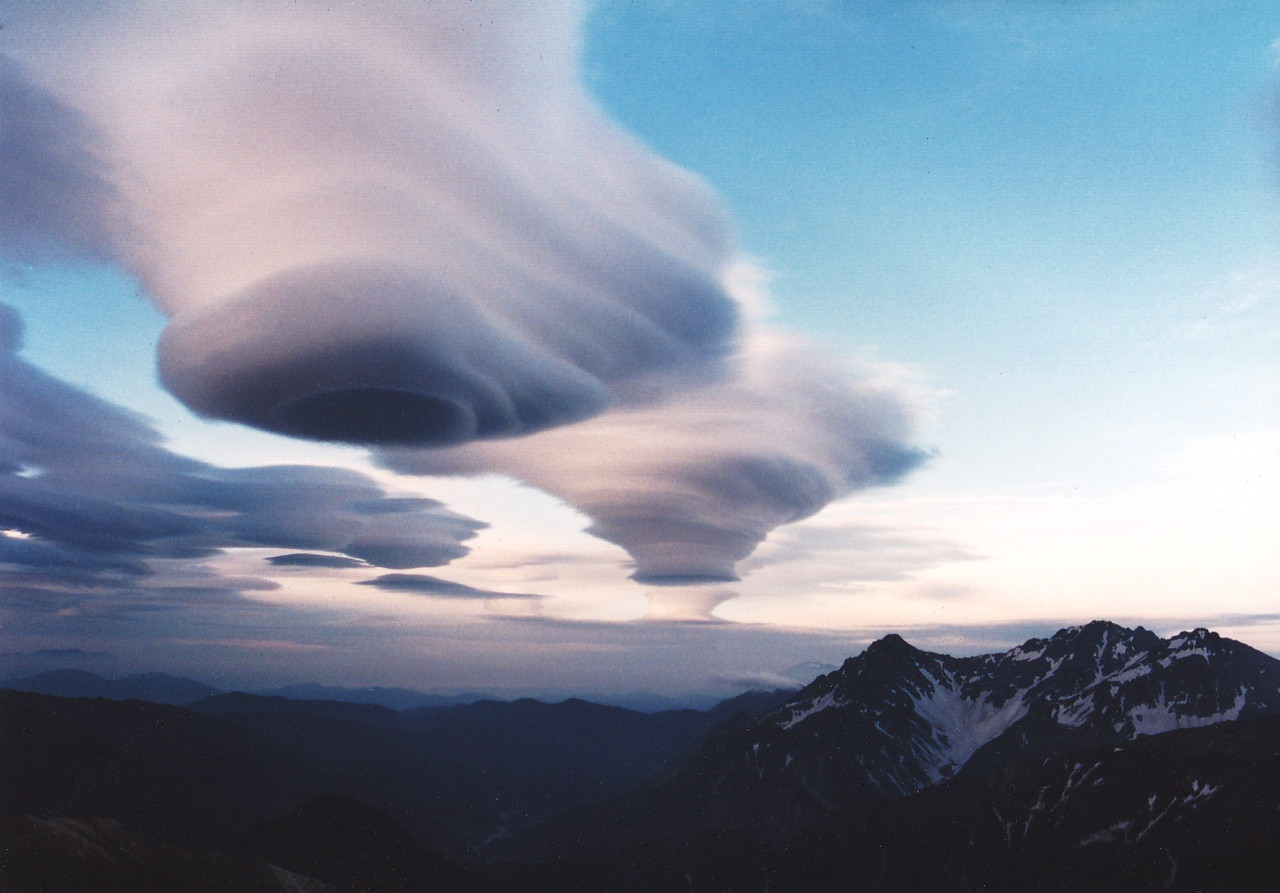
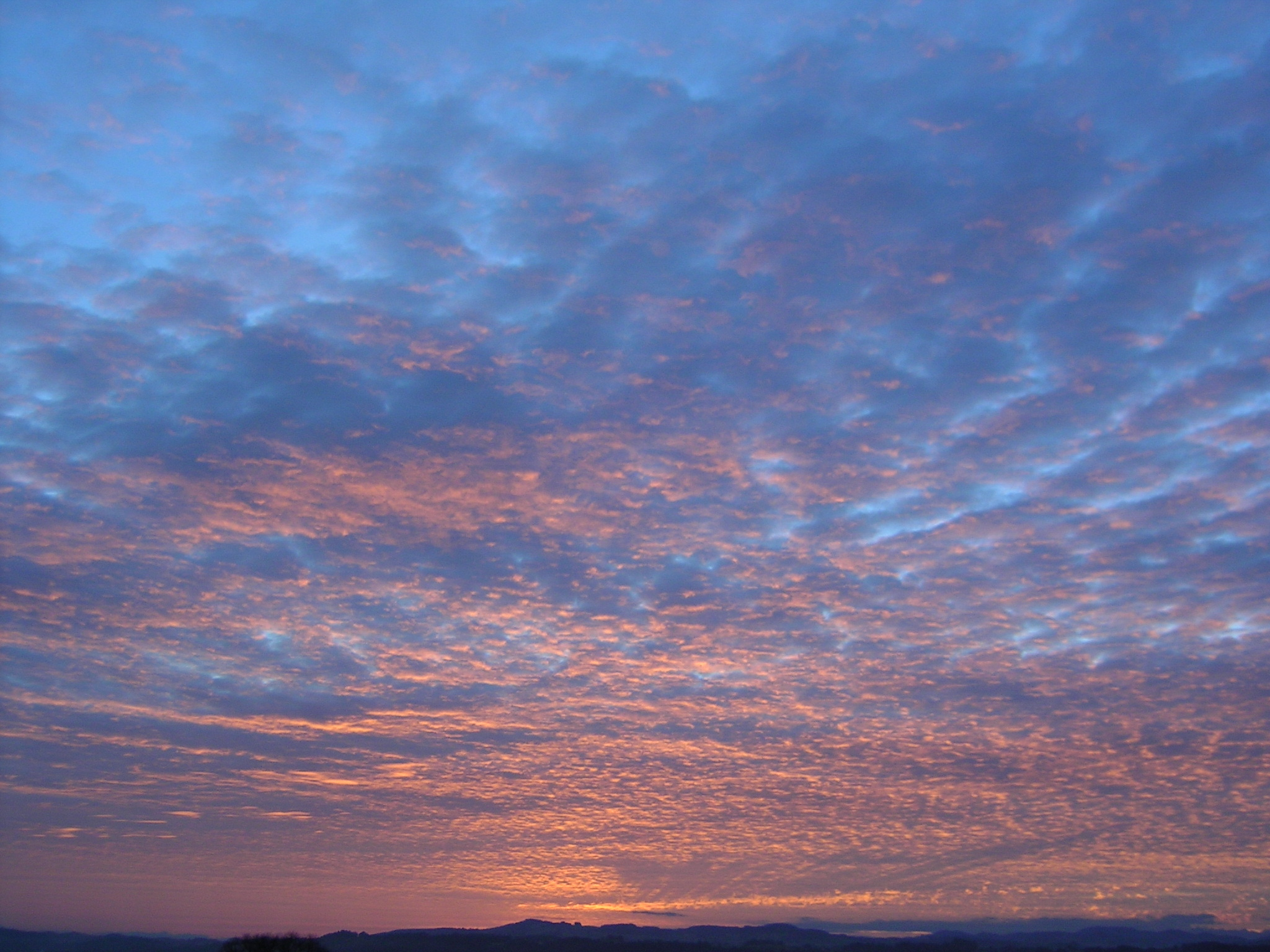
سحب قزعية عند غروب الشمس
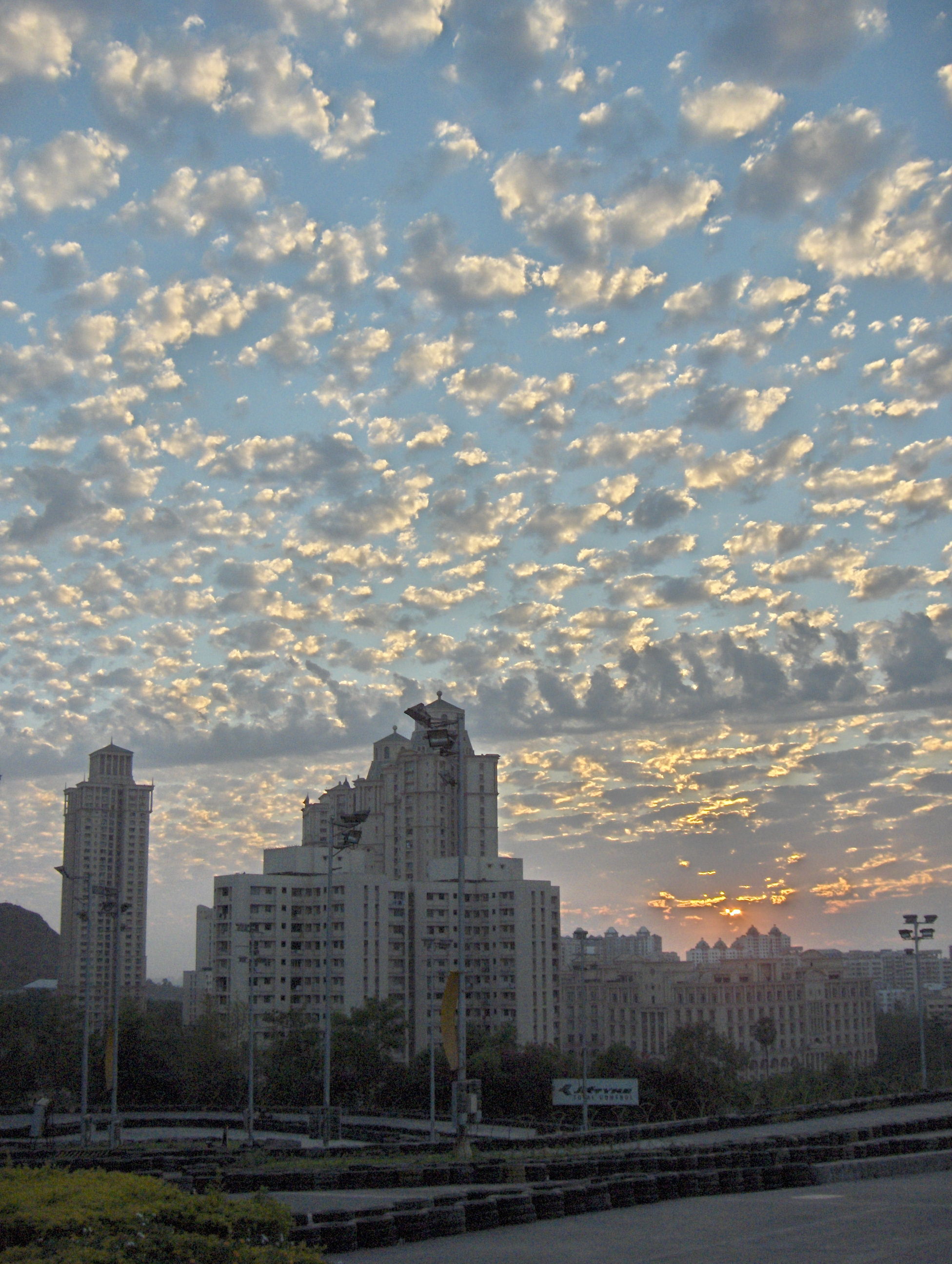
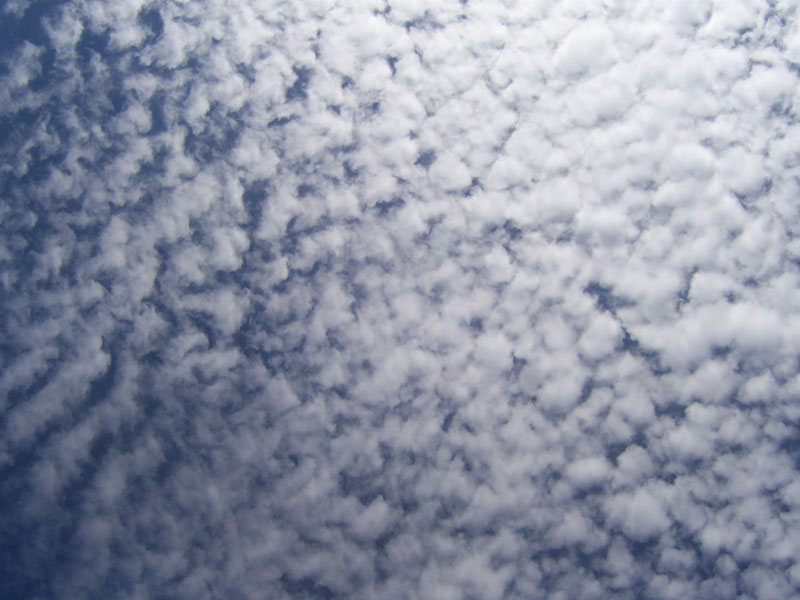
سحب قزعية خلال النهار

## روابط خارجية
- أطلس السحابة الدولية - السحب نسخة محفوظة 8 أكتوبر 2011 على موقع واي باك مشين.
- Clouds-Online.com سحابة الأطلس مع العديد من الصور ووصف جنس سحابة مختلفة
- المكتبة الرقمية الوطنية للعلوم
- سحب قوعية نسخة محفوظة 17 أكتوبر 2006 على موقع واي باك مشين.
- WW2010: جامعة إلينوي